# Обсада на Согдианската скала
Обсадата на Согдианската скала, крепост разположена северно от Бактрия (близо до Самарканд, на северния Път на коприната), завършва с превземането ѝ от войските на Александър Велики през 327 г. пр.н.е. като част от завладяването на Ахеменидската империя.
Оксиарт от Бактрия изпратил съпругата и дъщерите си, една от които била Роксана, в крепостта, която се считала за непревземаема и била снабдена с провизии за дълга обсада. Когато Александър поискал защитниците да се предадат, те отказали, казвайки му, че ще му трябват „мъже с криле“, за да превземе крепостта.
Александър поискал доброволци, на които обещал награди, ако изкачат скалите под крепостта. Имало около 300 мъже, които били придобили опит в скално катерене от предишни обсади. Използвайки колчета за палатки и здрави ленени въжета, те изкачили скалната стена през нощта, загубвайки около 30 души по време на изкачването. В съответствие със заповедите на Александър, катерачите дали сигнал за успеха си на войските долу като развели бельо и Александър изпратил вестител, който да извика новините на предния пост на врага, че може незабавно да се предадат. Защитниците били толкова изненадани и обезсърчени от това, че се предали.
Александър се влюбил в Роксана щом я видял и по-късно се оженил за нея. Историята на обсадата е разказана от Ариан в Анабазис (раздел 4.18.4-19.6).